# The Flood (cântec de Cheryl Cole)
„The Flood” este cântec al interpretei britanice Cheryl Cole. Compoziția a fost produsă de Wayne Wilkins și T-Wiz și inclusă pe al doilea album de studio al lui Cole, Messy Little Raindrops, fiind lansată drept al doilea single al materialului.
Materialul promoțional adiacent piesei a fost regizat de Sophie Muller și filmat pe coasta de sud a Angliei. Reacția mass-mediei cu privire la scurtmetraj a fost una favorabilă, fiind felicitat pentru schimbarea de stil adoptată de Cole, versiunea online a postului de televiziune U TV, considerând „The Flood” „un clip de excepție”. Percepția asupra cântecului a fost diferită, Digital Spy recompensându-l cu patru puncte dintr-un total de cinci, în timp ce The Guardian a criticat interpretarea solistei. Pentru a promova înregistrarea, Cole a fost prezentă la cea de-a optzeci și doua ediție a evenimentului Royal Variety Performance, desfășurat în teatrul London Palladium, unde a interpretat compoziția „The Flood”. De asemenea, artista a prezentat înregistrarea și în timpul emisiunii Alan Carr: Chatty Man.
Piesa a debutat pe locul optzeci și unu în UK Singles Chart la scurt timp după apariția pe piață a albumului Messy Little Raindrops, avansând până pe poziția cu numărul optsprezece odată cu lansarea oficială. Simultan, „The Flood” a activat și în ierarhia celor mai bine vândute descărcări digitale din Regatul Unit, dar și în lista oficială din Scoția. De asemenea, înregistrarea s-a bucurat de atenție și pe teritoriul unor țări precum Croația sau Irlanda, în ambele câștigând clasări de top 40.

## Informații generale
Compus de Wayne Wilkins și T-Wiz, „The Flood” servește drept cel de-al doilea extras pe single al albumului Messy Little Raindrops și-i urmează șlagărului „Promise This”. Primele informații cu privire la înregistrare și confirmarea faptului că va fi extrasă pe single au fost date publicității la mijlocul lunii septembrie 2010, la scurt timp după premiera la posturile de radio a predecesorului său. Cântecul a fost scris de Priscilla Hamilton și Wilkins, care s-au ocupat și de discul single precedent, „The Flood” fiind descris drept „o baladă enormă [...], măreață plină de putere, specifică Crăciunului [...] despre «rămășite», «înec» și «dragoste»”.

## Recenzii
Asemeni materialului de proveniență — Messy Little Raindrops — cântecul a primit atât recenzii pozitive, cât și critici. Nick Levine de la Digital Spy a oferit cântecului patru puncte dintr-un total de cinci, felicitând-o pe artistă pentru faptul că deși „nu este Leona [...], ea își poate controla vocea”. Adrian Thrills de la Daily Mail a fost de părere că „The Flood se construiește începând cu o introducere acustică care se transformă într-o baladă trip-hop seducătoare care se potrivește perfect cu vocea tânguioasă a lui Cole”. Maddy Costa de la The Guardian a criticat „calitatea slabă exacerbată de imposibilitatea lui Cole de a interpreta o baladă și dificultatea sa ([care este] de înțeles) de a injecta sentimente într-un cântec de dragoste”. De asemenea, Tom Hocknell de la BBC Music a considerat că solista „își pierde concentrarea cu «The Flood», întinzând o analogie cu o epavă pe un interval de patru minute incomode”. Mai mult, Luke Turner de la New Musical Express a comparat compoziția cu „un potop de scaune”, în timp ce Gavin Martin de la Daily Mirror a descris înregistrarea drept „o bucățică dintr-o poveste de dragoste de pe o plajă de lux unde durerea despărțirii încă atârnă greu”. În recenzia albumului Messy Little Raindrops realizată de Entertainment Focus, editorul publicației a fost de părere că atât „The Flood” cât și înregistrarea „Waiting” „o aduc pe Cole într-un teritoriu nou prin abordarea unor balade adecvate”. Ulterior, în prezentarea discului single, aceeași publicație a pus accentul pe faptul că aceasta este prima baladă lansată de artistă, afirmând că „exista o baladă pe primul album 3 Words, dar cântecul nu a fost niciodată lansat ca single deci pentru o mulțime de oameni aceasta este prima dată când o vor auzi pe Cheryl demonstrându-și abilitatea vocală. [...] Blândă pe strofe și capabilă să se înalțe spre note mai ridicate (și mai grele) pe refren, ea dovedește că este capabilă să ofere o interpretare solidă”. De asemenea, versiunea online a revistei Bravo a catalogat înregistrarea drept o baladă „drăguță”, „frumoasă” și „interesantă”.

## Promovare
„The Flood” a fost adăugată pe lista celor mai redate cântece de către cel mai important post de radio din Regatul Unit, BBC Radio 1, dar și între compozițiile difuzate de BBC Radio 2 sau Capital FM. Cole a interpretat cântecul în timpul celei de-a optzeci și doua ediții a evenimentului Royal Variety Performance, desfășurat în teatrul London Palladium, la spectacol fiind prezenți atât Prințul de Wales, Charles, cât și Camilla, Ducesa de Cornwall. Artista a îmbrăcat o rochie din colecția de primăvară 2011 semnată Roberto Cavalli, printre accesorii numărându-se și o serie de bijuterii David Morris. De asemenea, Cole a prezentat înregistrarea și în timpul emisiunii Alan Carr: Chatty Man din data de 20 decembrie 2010, alături de o versiune acustică a șlagărului său „Promise This”. Interpretarea lui Cole a celor două înregistrări a fost apreciată de presa britanică, The Sun titrând: „Cheryl Cole atinge toate notele corect”.

## Ordinea pieselor pe disc
| \| Nr. \| Titlul \| Durată \| \| ----------------------------------------------------- \| --------------- \| ------ \| \| Disc single distribuit în Irlanda și Regatul Unit[40] \| \| \| \| 01. \| „The Flood” [A] \| 3:57 \| \| 02. \| „The Flood” [B] \| 3:01 \| \| EP digital[41][42] \| \| \| \| 01. \| „The Flood” [A] \| 3:57 \| \| 02. \| „The Flood” [B] \| 3:01 \| \| 03. \| „The Flood” [C] \| 3:14 \| \| 04. \| „The Flood” [D] \| 3:31 \| | Specificații - A ^ Versiunea de pe albumul de proveniență, Messy Littke Raindrops. - B ^ Remix „The Wideboys Radio Edit”. - C ^ Remix „The Alias Radio Edit”. - D ^ Remix „Loco Remix”. |        |
| Nr. | Titlul | Durată |
| Disc single distribuit în Irlanda și Regatul Unit | |        |
| 01. | „The Flood” [A] | 3:57   |
| 02. | „The Flood” [B] | 3:01   |
| EP digital | |        |
| 01. | „The Flood” [A] | 3:57   |
| 02. | „The Flood” [B] | 3:01   |
| 03. | „The Flood” [C] | 3:14   |
| 04. | „The Flood” [D] | 3:31   |

## Videoclip
Videoclipul a fost regizat de Sophie Muller, cu care Cole a lucrat și la scurtmetrajul pentru discul single precedent — „Promise This”, având premiera la posturile de televiziune din Regatul Unit pe data de 25 noiembrie 2010. Filmat pe coasta de sud a Angliei, „The Flood” o prezintă pe artistă în diferite ipostaze dramatice. Interpreta este surprinsă privind un ocean învolburat, încercând să adoarmă într-un pat sau privind lumina unei lumânări. Scenele ce o afișează pe Cole încercând să adoarmă au fost asociate de Daily Mail cu încercarea de a se conforma cu viața fără persoana iubită, aceeași publicație afirmând faptul că „după un an dificil pentru cântăreață, se pare că a decis să își dezvăluie mai mult partea sa vulnerabilă cu un videoclip indispus pentru noul său single «The Flood»”. De asemenea, o parte a cadrelor din videoclip o prezintă pe solistă într-o rochie de culoare verde, imaginea sa fiind asemănată cu cea a unei sirene. Un editor The Sun a notat faptul că materialul o prezintă pe Cole în timp ce are coșmaruri, accentuând și scenele în care interpreta privește oceanul îngândurată. Mai mult, MTV News a fost de părere că „starul Girls Aloud a renunțat la costumele sclipitoare și la coregrafiile energice în materialul promoțional pentru cel de-al cincilea single independent, care o prezintă pe Chezza exprimându-și supărarea și vulnerabilitatea”. Aceeași părere a fost împărtășită și de Apropo.ro, care a declarat că „Cheryl Cole a renunțat la ținutele excentrice, la coregrafia sexy și la machiajul strident în favoarea unui look natural pentru acest videoclip care îi dezvăluie latura sensibilă”, apreciind scenariul drept unul „simplu, care o prezintă în ipostaza unei femei bântuite de ceea ce ar fi putut face pentru a-și salva iubitul înecat în ocean, în urma scufundării unui vas”. O altă apreciere vine și din partea ediției online a canalului de televiziune U TV, care descrie „The Flood” drept „un clip de excepție”. Scurtmetrajul a fost difuzat de o serie de televiziuni britanice, printre care 4 Music, The Box sau MTV Hits, intrând în ierarhia celor mai difuzate materiale promoționale din Regatul Unit.

## Prezența în clasamente
La scurt timp după lansarea materialului Messy Little Raindrops, piesa și-a făcut apariția în ierarhiile compilate de magazinul online iTunes, vânzările înregistrate în primele șapte zile fiind suficiente pentru a plasa cântecul pe locul optzeci și unu în UK Singles Chart. Debutul prematur al compoziției în principala listă britanică este similar cu cel realizat de „3 Words” cu un an înainte, însă spre deosebire de „The Flood”, piesa amintită a intrat în clasament pe treapta cu numărul douăzeci și șase. Odată cu lansarea videoclipului, înregistrarea a revenit în ierarhia engleză, debutând totodată și în lista oficială irlandeză pe poziția cu numărul patruzeci și doi. Concomitent, cântecul s-a bucurat de sprijin din partea posturilor de radio, activând notabil în ierarhia celor mai difuzate compoziții din Regatul Unit. Odată cu lansarea oficială și distribuirea primelor compact discuri, înregistrarea a avansat până pe treapta cu numărul optsprezece, atât în clasamentul celor mai bine vândute descărcări digitale, cât și în ierarhia UK Singles Chart. Intrarea în top 20 fusese prefigurată de o serie de liste ale vânzărilor, publicate înaintea dezvăluirii rezultatelor finale cu privire la clasarea compoziției, care a fost ajutată și de comercializarea cântecului în format fizic. Reușita lui „The Flood” marchează a șasea prezență consecutivă de top 20 a lui Cole în această ierarhie, după colaborarea cu will.i.am „Heartbreaker” și discurile independente ale solistei.
Înregistrarea s-a bucurat de atenție și în Croația, unde a debutat pe locul patruzeci și șapte în ierarhia e!Hot și în Scoția, unde a câștigat locul paisprezece. Mai mult, în lista europeană compilată de APC Charts — Euro 200, „The Flood” a avansat în prima jumătate a clasamentului încă din cea de-a doua săptămână de activitate. De asemenea, în Bulgaria compoziția a activat în ierarhia secundară a clasamentului compilat de APC Charts, pentru ca ulterior să avanseze între primele patruzeci de trepte ale ierarhiei principale.

## Clasamente
| Țară (clasament)               | Poziția maximă | Referință |
| ------------------------------ | -------------- | --------- |
| Bulgaria (APC Charts)          | 6              | [ 21 ]    |
| Croația (e!Hot)                | 18             | [ 69 ]    |
| Europa (APC Charts — Euro 200) | 79             | [ 70 ]    |
| Irlanda (IRMA)                 | 26             | [ 21 ]    |

| Țară (clasament)                      | Poziția maximă | Referință |
| ------------------------------------- | -------------- | --------- |
| Regatul Unit (OCC — Descărcări)       | 18             | [ 18 ]    |
| Regatul Unit (OCC — UK Singles Chart) | 18             | [ 71 ]    |
| Scoția (OCC — Scottish Singles Chart) | 14             | [ 19 ]    |

## Versiuni existente
| - „The Flood” (versiunea de pe albumul Messy Littke Raindrops) - „The Flood” (remix „The Wideboys Radio Edit”) | - „The Flood” (remix „The Alias Radio Edit”) - „The Flood” (remix „Loco Remix”) |

## Personal
- Sursă:[3]

| - Voce: Cheryl Cole - Textier(i): Priscilla Hamilton și Wayne Wilkins - Producător(i) și programator(i): Wayne Wilkins și Antwoine „T-Wiz” Collins - Voci de acompaniament: Priscilla Renea și RaVaughn Brown | - Tobe: Antwoine „T-Wiz" Collins - Inginer(i) de sunet: Anthony Kronfle și Juliette Amoroso - Chitară: Nick Lashley - Compilat de: Mark Stent și Matty Green (asistent) - Finisat de: Brian Gardner |

## Datele lansărilor
| Țara         | Data lansării        | Casă de discuri     | Format               | Referințe |
| ------------ | -------------------- | ------------------- | -------------------- | --------- |
| Regatul Unit | 1 noiembrie 2010[Σ]  | Fascination Records | descărcare digitală  | [ 2 ]     |
| Regatul Unit | 25 noiembrie 2010    | Fascination Records | premieră (videoclip) | [ 8 ]     |
| Irlanda      | 30 decembrie 2010[Π] | Fascination Records | descărcare digitală  | [ 72 ]    |
| Regatul Unit | 2 ianuarie 2011[Π]   | Fascination Records | descărcare digitală  | [ 73 ]    |
| Regatul Unit | 3 ianuarie 2011      | Fascination Records | disc single          | [ 74 ]    |

Note:
- Σ ^ Descărcările digitale au devenit disponibile odată cu lansarea albumului.
- Π ^ Descărcare digitală — lansare oficială.